# Hustler, Wisconsin
Hustler là một làng thuộc quận Juneau, tiểu bang Wisconsin, Hoa Kỳ. Năm 2006, dân số của làng này là 113 người.